# Межадор
Межадор (коми Межадор) — село в Сысольском районе Республики Коми. Административный центр сельского поселения Межадор.

## География
Село находится на расстоянии 16 км к северо-востоку от села Визинга, административного центра района.

### Часовой пояс
Село Межадор, как и вся Республика Коми, находится в часовой зоне МСК (московское время). Смещение применяемого времени относительно UTC составляет +3:00.

## Население
| 2010 |
| ---- |
| 65   |

## Известные уроженцы
- Давыдов, Василий Николаевич (1924—1992) — советский историк.
- Морозов, Иван Павлович (1924—1987) — советский государственный и партийный деятель. Дом-музей Морозова в центре Сыктывкара является точной копией деревянного родительского дома из села[3].
- Морозов, Николай Викторович (1912—1981) — советский инженер-конструктор. Доктор технических наук.
- Раевский, Степан Семёнович (1918—1996) — советский и российский коми писатель и переводчик.